# Woodsia alpina
Espèce
Woodsia alpina, la Woodsie des Alpes ou Woodsie alpine, est une espèce de fougères de la famille des Woodsiaceae.

## Synonymes
- Acrostichum alpinum Bolton
- Acrostichum hyperboreum Lilj.
- Acrostichum ilvense L. [1754]
- Ceterach alpinum (Bolton) DC.
- Polypodium alpinum (Bolton) With.
- Polypodium hyperboreum (Lilj.) Sw.
- Trichocyclus hyperboreus (Lilj.) Dulac
- Woodsia hyperborea (Lilj.) R.Br.
- Woodsia ilvensis (L.) R.Br. subsp. alpina (Bolton) Asch.
- Woodsia ilvensis (L.) R.Br. subsp. hyperborea (Lilj.) Hartm.
- Woodsia pilosella Rupr

## Description
- Petite fougère (5 à 6 cm de haut).
- Plutôt pâle.
- Lobes triangulaires

## Habitat
Rocailles siliceuses, altitude 1 700 à 2 600 mètres.

## Répartition
- France : Alpes, Auvergne (Cantal), Pyrénées.
- Arctique : Scandinavie, plus rare en Écosse et en Islande.